# Jake T. Austin
Pour les articles homonymes, voir Austin.
Jake Toranzo Austin, né le 3 décembre 1994 à New York, est un acteur américain.
Il est surtout connu pour son rôle de Max Russo dans la série Les Sorciers de Waverly Place.

## Biographie

### Enfance et formation
Jake est d'origine espagnole, porto-ricaine et argentin du côté de sa mère et polonaise, irlandaise et anglaise du côte de son père,. Il a une petite sœur, Ava.

### Carrière
La carrière d'Austin a commencé en 2002 lorsqu'il est apparu dans des publicités. En 2004, il a décroché son premier rôle majeur - Diego, le cousin de Dora, sur la série animée à succès Dora l'exploratrice de Nickelodeon. Il a continué à jouer Diego sur la série animée dérivée, Go Diego !, pendant trois saisons.
Il est apparu dans sa première production de The Walt Disney Company en 2007 quand il a interprété le rôle de Chris dans le film original de Disney Channel, Johnny Kapahala.
Plus tard cette même année, il a été choisi pour jouer Max Russo dans la série Disney Channel, Les Sorciers de Waverly Place. Il a joué le plus jeune frère d'une famille sorcière, avec Selena Gomez et David Henrie jusqu'à la fin de la série en 2011. À propos de son personnage, il déclare lui « ressembler beaucoup ».
À l'été 2009, il a tenu le rôle de Max Russo dans Wizards on Deck épisode croisé qui comprenait deux autres émissions populaires de Disney, La Vie de croisière de Zack et Cody et Hannah Montana. Le même été, il a également joué dans Les Sorciers de Waverly Place : Le film.
Il a aussi joué dans Palace pour chiens aux côtés d'Emma Roberts, dans Blue Space : Nightmares teenagers dans le rôle de Wolf Goldboy, et dans la suite du film, Hate Feeling : After Blue Space mais en tant que personnage flashback.
En 2011, il obtient le rôle de Fernando, un garçon orphelin brésilien qui est forcé de capturer des oiseaux exotiques, dans le film musical d'animation de la 20th Century Fox, Rio de Carlos Saldanha. Il reprend le rôle dans la suite, Rio 2. Il a également fait une apparition dans la comédie romantique Happy New Year (New Year's Eve) de Garry Marshall aux côtés de nombreuses stars, sorti en décembre 2011.
À partir du 3 juin 2013, il apparaît dans la nouvelle série télévisée The Fosters, produite par Jennifer Lopez et diffusée sur ABC family,. Il fait partie des acteurs principaux et tient le rôle de Jesus Adams Foster. Souhaitant quitter la série en mars 2015, il est remplacé par Noah Centineo, qui reprend donc le rôle de Jesus, dès l'épisode 10 de la saison 3. Pour ce rôle, il sera notamment nommé dans la catégorie « Meilleur acteur dans une série de l'été » lors de la 15e cérémonie des Teen Choice Awards et « Meilleur acteur dans une série dramatique » lors de la 16e et 17e cérémonie des Teen Choice Awards.
Le 12 septembre 2016 il débute dans la 23e saison de Dancing with the Stars au côté de sa partenaire Jenna Johnson. Deux semaines plus tard, ils sont le premier couple à être éliminé.

### Vie privée
Jake consacre du temps à diverses causes caritatives, dont la fondation Make-A-Wish, dont le but est d'exaucer le vœu d'enfants âgés de deux ans à dix-huit ans qui sont ou ont été gravement malades ; et Starlight Children's Foundation (en), qui se consacre à l'amélioration de la qualité de vie des enfants souffrant de maladies chroniques et potentiellement mortelles. Il a également soutenu le Boys and Girls Clubs of America, qui a pour mission de « permettre à tous les jeunes, surtout à ceux qui en ont le plus besoin, d'atteindre leur plein potentiel en tant citoyens productifs, compatissants et responsables ».
En juin 2013, il est en couple avec sa co star de la série The Fosters, Bianca A. Santos. Ils se séparent un an plus tard.
En 2015, il officialise son couple avec Danielle Caesar, une fan qui tentait d'attirer son attention sur Twitter depuis plus de cinq ans. En 2021, il est annoncé qu’ils se sont séparés après 6 ans de relation.

## Filmographie

### Cinéma
Longs métrages
- 2009 : Palace pour chiens (Hotel for Dogs) : Bruce
- 2009 : The Perfect Game de William Dear : Angel Macias
- 2011 : Happy New Year (New Year's Eve) de Garry Marshall : Seth
- 2013 : Tom Sawyer & Huckleberry Finn (en) de Jo Kastner : Huckleberry Finn
- 2013 : Grantham & Rose (en) de Kristin Hanggi (en) : Grantham Portnoy
- 2018 : The valley (en) de Saila Kariat : Chris Williams
- 2020 : Adverse (en) de Brian Metcalf (en) : Lars
- 2024 : Daft State de Chad Bishoff : Josh
- Prochainement : Black Friday de Justin Groetsch : Joe
- Prochainement : Pledge Trip de Tracy Boyd : Johnny

Courts métrages
- 2024 : Inclusive Space de Sophia Conger : Nate

### Télévision
Séries télévisées
- 2007 : Johnny Kapahala: Back on Board : Chris
- 2007 - 2012 : Les Sorciers de Waverly Place (The Wizards of Waverly Place) : Max Russo (106 épisodes)
- 2009 : La Vie de croisière de Zack et Cody : Max Russo
- 2011 : Run Roy : Roy Johnson
- 2012 : New York, unité spéciale : Rob Fisher (saison 13, épisode 14)
- 2012 : Drop Dead Diva : Sam Forman/Adam Gates (saison 4 épisode 2)
- 2013 - 2015 : The Fosters : Jesus Adams Foster (42 épisodes)
- 2025 : The Rise de Dru Davis : Angel Ramirez (1 épisode)

Téléfilms
- 2006 : A.K.A. de Kevin Rodney Sullivan : CJ
- 2009 : La Vie de croisière ensorcelante d'Hannah Montana (Wizards on Deck with Hannah Montana) : Max Russo
- 2009 : Les Sorciers de Waverly Place, le film (Wizards of Waverly Place: The Movie) : Max Russo
- 2013 : Le retour des Sorciers : Alex vs Alex (Wizards of Waverly Place 2: Alex vs Alex) : Max Russo
- 2024 : De la rumeur au scandale (Killing for Extra Credit) de Paula Elle : Ray

Émissions de télévision
- 2016 : Dancing with the Stars : candidat

## Doublage

### Cinéma
Longs métrages
- 2006 : Everyone's Hero : Yankee Irving
- 2006 : Lucas, fourmi malgré lui (The Ant Bully) : Nicky
- 2007 : Brichos de Paulo Munhoz : Tales
- 2011 : Rio de Carlos Saldanha : Fernando
- 2013 : Khumba de Anthony Silverston : Khumba, le Qwagga
- 2014 : Rio 2 de Carlos Saldanha : Fernando
- 2016 : La Ligue des justiciers vs. les Teen Titans de Sam Liu : Jaime Reyes
- 2017 : Le Monde secret des Émojis de Tony Leondis : Alex
- 2017 : Teen Titans: The Judas Contract de Sam Liu : Jaime Reyes

Séries télévisées
- 2002 - 2003 : Jeu de Bleue (3 épisodes)
- 2005 - 2008 : Go Diego ! : Diego (59 épisodes)
- 2008 : Diego's Moonlight Rescue
- 2005 - 2009 : Dora l'exploratrice (3 épisodes)
- 2008 : Happy Monster Band : Bluz (10 épisodes)
- 2017 : La Ligue des justiciers : Action : Jaime Reyes

## Voix francophones
En France, Alexandre Nguyen est la voix la plus régulière de Jake T. Austin, lui prêtant sa voix pour le personnage de Max Russo (dans la série Les Sorciers de Waverly Place, son long métrage, Le Retour des sorciers : Alex contre Alex (en)…), Palace pour chiens, Happy New Year et Drop Dead Diva. En parallèle, Christophe Lemoine le double dans le DC Animated Universe tout comme Dolly Vanden dans Dora l'exploratrice et Go Diego ! ainsi que Valentin Maupin dans Johnny Kapahala, Rio et sa suite.
À titre exceptionnel, l'acteur est doublé par Luigi Li dans Khumba, Tom Trouffier dans The Fosters et Julien Crampon dans Le Monde secret des Emojis.

## Récompenses et nominations

### Nominations
- 2008 : ALMA Award : Meilleure performance dans une série TV pour Les Sorciers de Waverly Place
- 2009 : 11e cérémonie des Teen Choice Awards : Meilleur acolyte pour Les Sorciers de Waverly Place
- 2013 : Kids' Choice Awards : Meilleur acteur TV pour Les Sorciers de Waverly Place
- 2013 : 15e cérémonie des Teen Choice Awards : Meilleur acteur dans une série de l'été pour The Fosters
- 2014 : 16e cérémonie des Teen Choice Awards : Meilleur acteur dans une série dramatique pour The Fosters
- 2015 : 17e cérémonie des Teen Choice Awards : Meilleur acteur dans une série dramatique pour The Fosters